# Brecqhou
Brecqhou (o Brechou; pronuncia ˈbʁɛku) è una delle Isole del Canale, sita a ovest di Sark, su una superficie di 0,65 km². Si tratta di un possedimento vassallo di Sark (sebbene ci sia attualmente una disputa su tale status), a sua volta parte del Baliato di Guernsey.
Il nome deriva dall'unione di brekka (scogliera o scarpata, vedi Bricquebec) ed il suffisso -hou tipico di molte isole della Manica, che deriva dal norreno holm (isola o isolotto).

## Storia

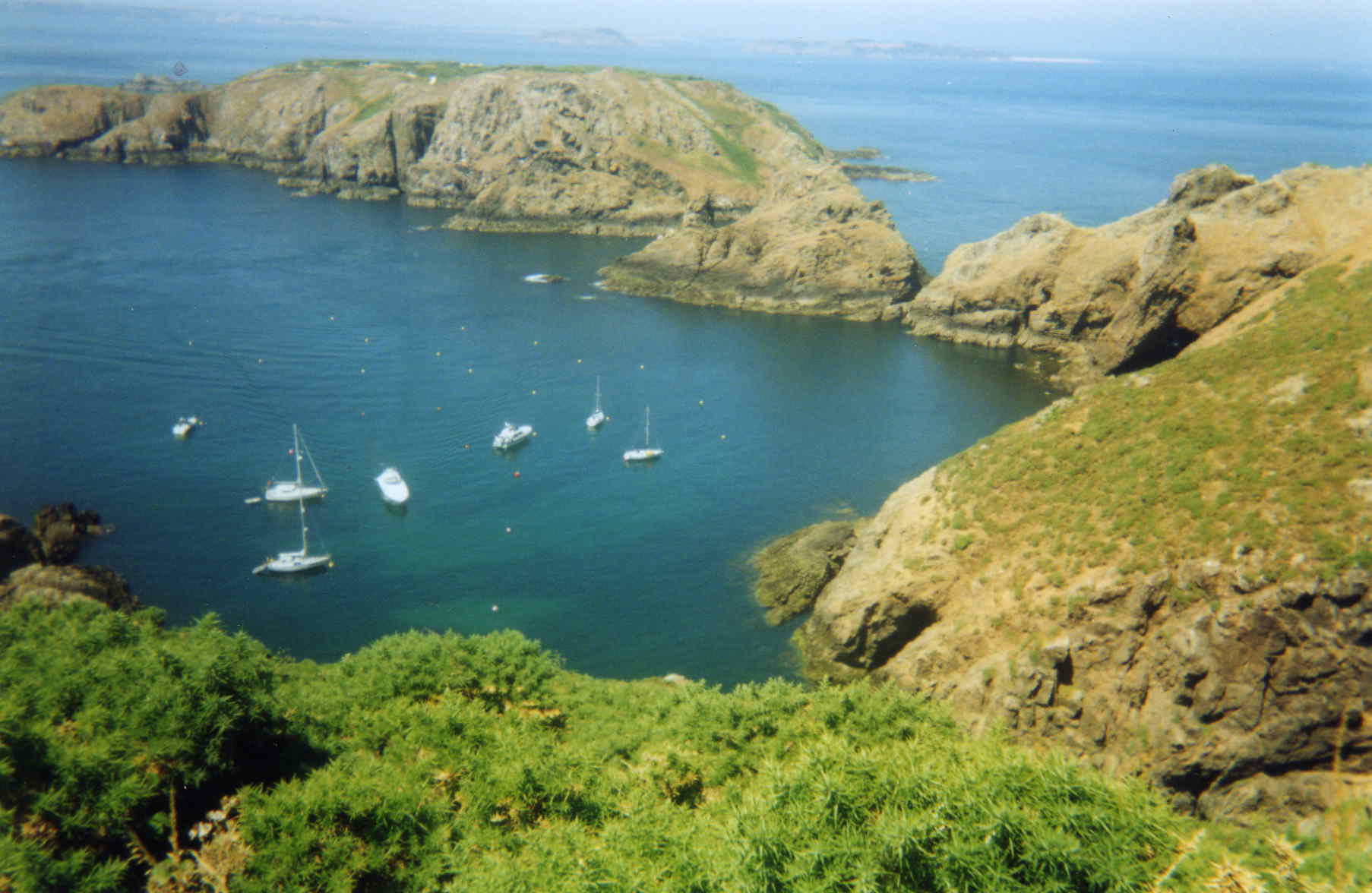
Brecqhou, vista da sud-est

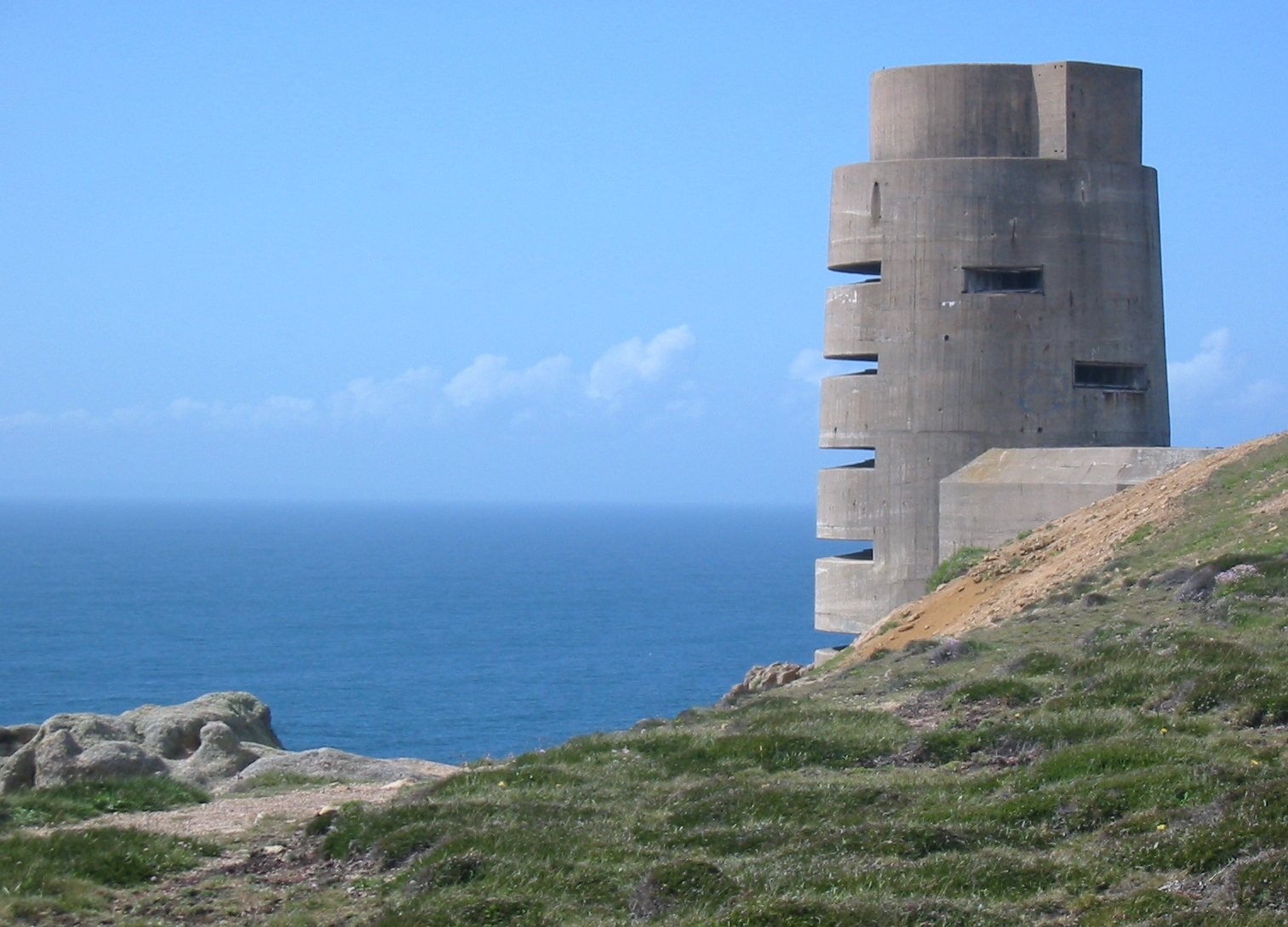
Una parte del Vallo Atlantico costruito tra il 1940 e il 1945 dalle forze tedesche dell'Organizzazione Todt che occuparono l'isola durante la seconda guerra mondiale

L'isola è separata da Sark da un piccolo stretto (Le Goulliot Passage) che, secondo la leggenda, è stato attraversato in barca con l'alta marea una sola volta. In realtà viene attraversato di frequente durante tutto l'anno.
Durante il XX secolo l'isola venne nuovamente alla ribalta in occasione della sua occupazione tedesca delle isole del Canale tra il 1940 e il 1945.
Dal 1993 la proprietà di Brecqhou appartiene ai fratelli Barclay, co-proprietari del The Daily Telegraph e in passato anche del The Scotsman. Secondo la Reform (Sark) Law 1951, il tenant, ossia il proprietario di riferimento, è David Barclay, che occupava tale posto nel Chief Pleas, il parlamento di Sark, prima che un referendum rendesse elettivi i suoi membri. Sin dall'acquisizione della posizione i fratelli hanno avuto una serie di dispute legali con il governo dell'isola, e hanno espresso il desiderio di rendere Brecqhou politicamente indipendente da Sark. Possiedono infatti automobili e un elicottero, entrambi mezzi proibiti dalla legge di Sark.

## Bandiera

Bandiera di Brecqhou durante la proprietà di Leonard Joseph Matchan

Il proprietario precedente, Leonard Joseph Matchan, aveva concepito una propria bandiera personale (identica a quella di Sark, con l'unica eccezione che il simbolo dei Matchan era posto in basso a destra). Sebbene esso sia solitamente considerato come una sorta di bandiera dell'isola, tuttavia essa era solo un simbolo personale e non è attualmente in uso.